# 巴纳特方言 (罗马尼亚语)
巴納特方言是罗马尼亚语的方言，主要分布在罗马尼亚西南部、塞尔维亚东部等巴纳特地区，在罗马尼亚、塞尔维亚共有使用者约800,000人。